# Rory McArdle
Rory Alexander McArdle (Sheffield, 1º maggio 1987) è un ex calciatore nordirlandese, di ruolo difensore.

## Carriera

### Club
Ha giocato nella prima divisione scozzese.

### Nazionale
Ha giocato nella nazionale nordirlandese Under-21.
Ha giocato 7 partite con la nazionale maggiore nordirlandese.